# 野見宿禰神社 (たつの市)
野見宿禰神社（のみのすくねじんじゃ）は、兵庫県たつの市北龍野にある神社である。

## 概要
『播磨国風土記』に伝わる出雲墓屋伝承地に建てられ、神社敷地内に野見宿禰の塚がある。龍野公園内にある境内には明治大正時代の力士84名および行司が寄進した玉垣が残る。石扉には出雲大社千家氏の紋章がある。令和期においても白鵬が玉垣を奉納するなど、時代を超えて力士からの信仰も厚い。
『播磨国風土記』によれば、野見宿禰は大和から故郷の出雲へ帰る途中、日下部野（くさかべの）で病没した。野見宿禰を悼み、出雲から多くの人が訪ねて野見宿禰の墓を建てるために人々が野を手送りで石を運んだという。この光景が（「野に立つ人」から）「立野（たちの）」「龍野」となり、現在の「たつの」の地名の由来になったとされている。
なお、野見宿禰の墓と伝わる箇所は全国に複数存在する（野見宿禰#墓所も参照）。

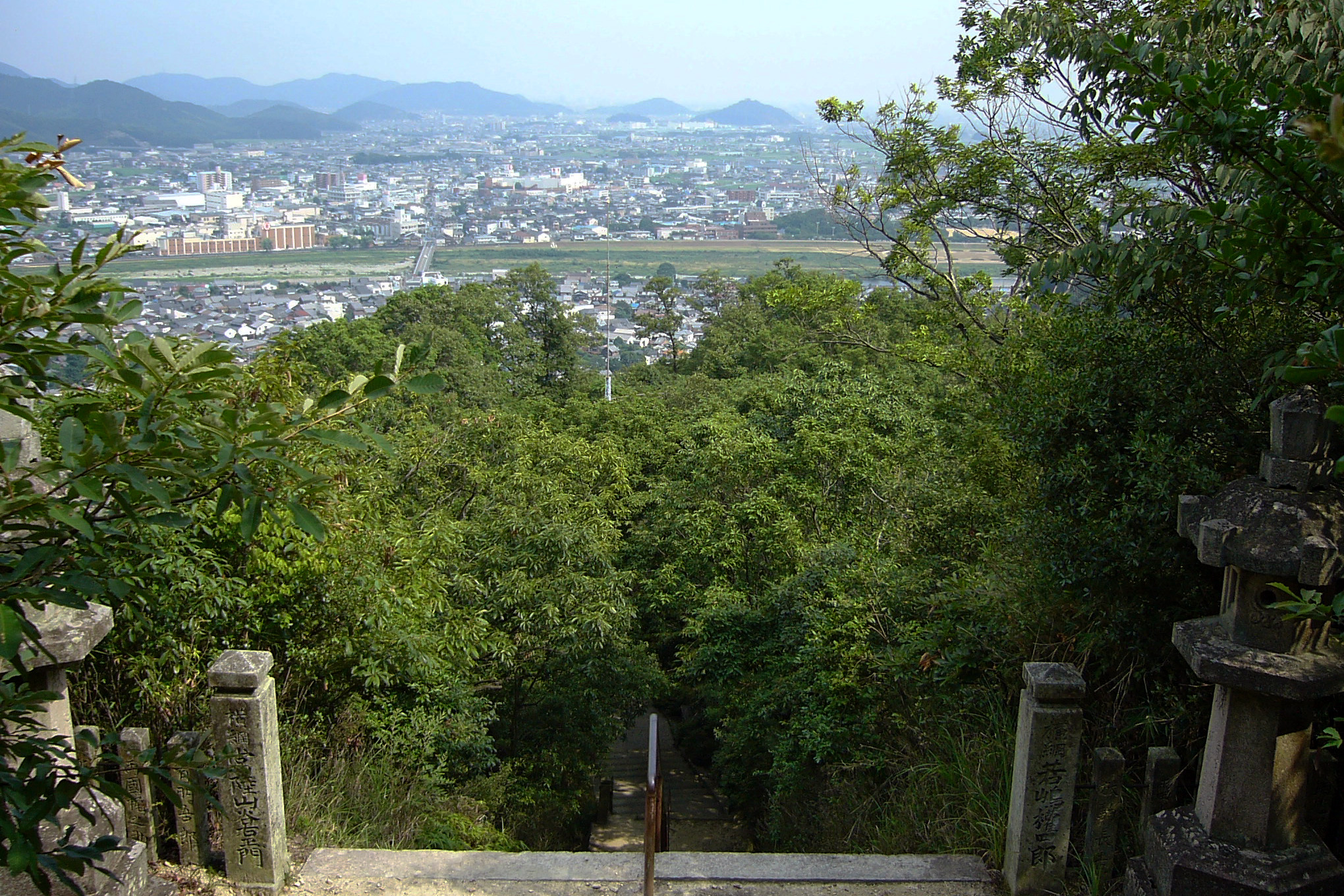
野見宿禰神社（たつの市）からの眺望
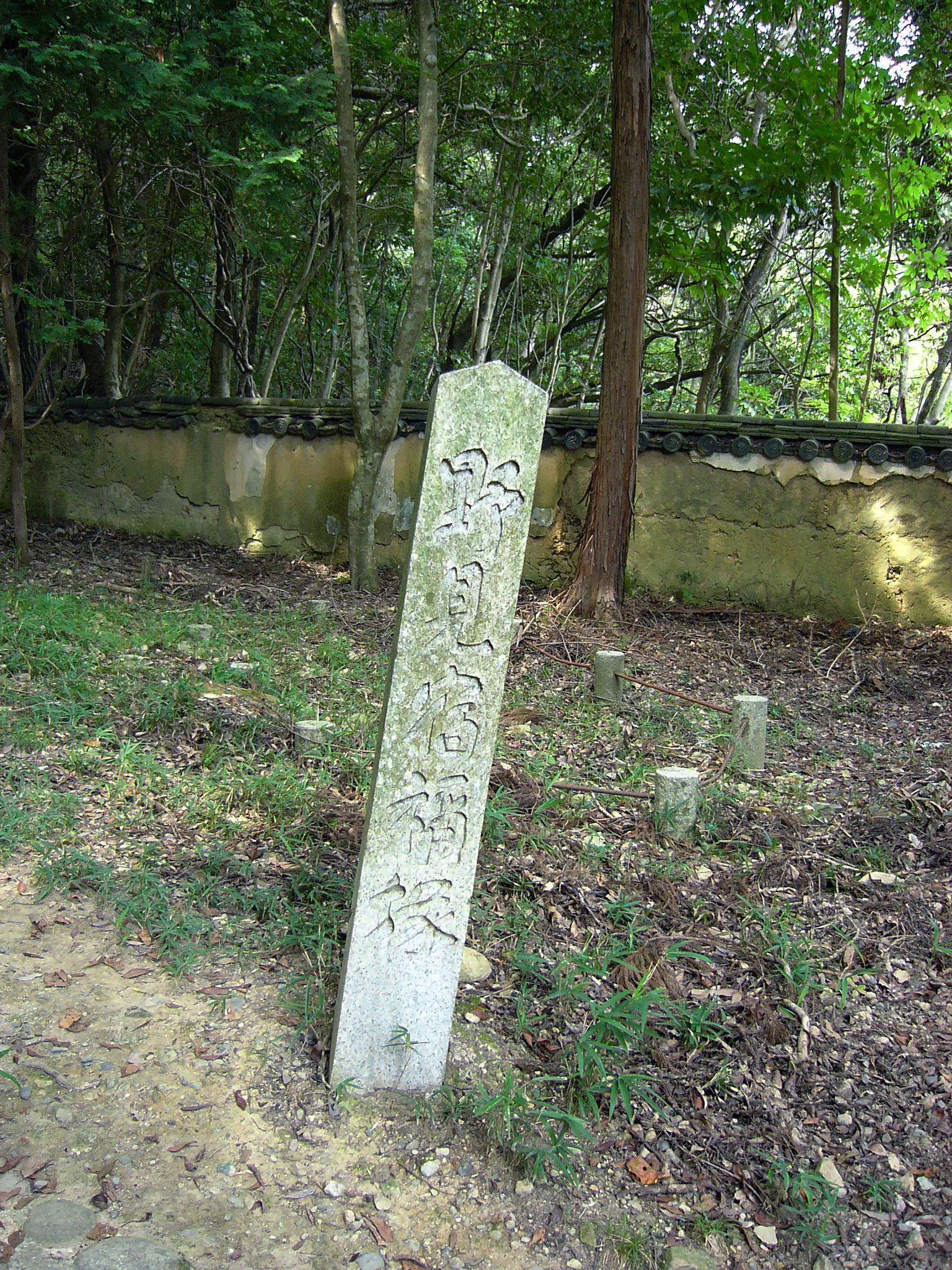
野見宿禰塚の石碑（たつの市）

## 交通アクセス
- JR姫新線 本竜野駅 徒歩35分
- 山陽自動車道龍野インターチェンジから北西へ約2㎞（龍野神社もしくは龍野公園の駐車場を利用）